# Central Gardens
Central Gardens – jednostka osadnicza w Stanach Zjednoczonych, w stanie Teksas, w hrabstwie Jefferson.